# Spoorlijn Le Quéroy-Pranzac - Thiviers
De spoorlijn Le Quéroy-Pranzac - Thiviers was een Franse spoorlijn van Pranzac naar Thiviers. De lijn was 62,6 km lang en heeft als lijnnummer 617 000.

## Geschiedenis
De lijn werd in gedeeltes geopend door de Compagnie du chemin de fer de Paris à Orléans, van Le Quéroy-Pranzac naar Saint-Martin-le-Pin op 30 december 1881, van Saint-Martin-le-Pin naar Nontron op 10 augustus 1883 en van Nontron naar Thiviers op 30 mei 1892. 
Personenvervoer werd opgeheven op 27 juni 1940. Goederenvervoer werd stapsgewijs opgeheven, tussen Nontron en Saint-Pardoux-la-Rivière op 18 mei 1952, tussen  Saint-Pardoux-la-Rivière en de Carrières de Planeaulx op 1 februari 1971, tussen Marthon en Nontron op 1 oktober 1971 en tussen Le Quéroy-Pranzac en Marthon op 1 november 1985.

## Aansluitingen
In de volgende plaatsen is of was er een aansluiting op de volgende spoorlijnen:
Le Quéroy-Pranzac
RFN 610 000, spoorlijn tussen Limoges-Bénédictins en Angoulême
Thiviers
RFN 611 000, spoorlijn tussen Limoges-Bénédictins en Périgueux
RFN 616 000, spoorlijn tussen Thiviers en Saint-Aulaire

## Galerij

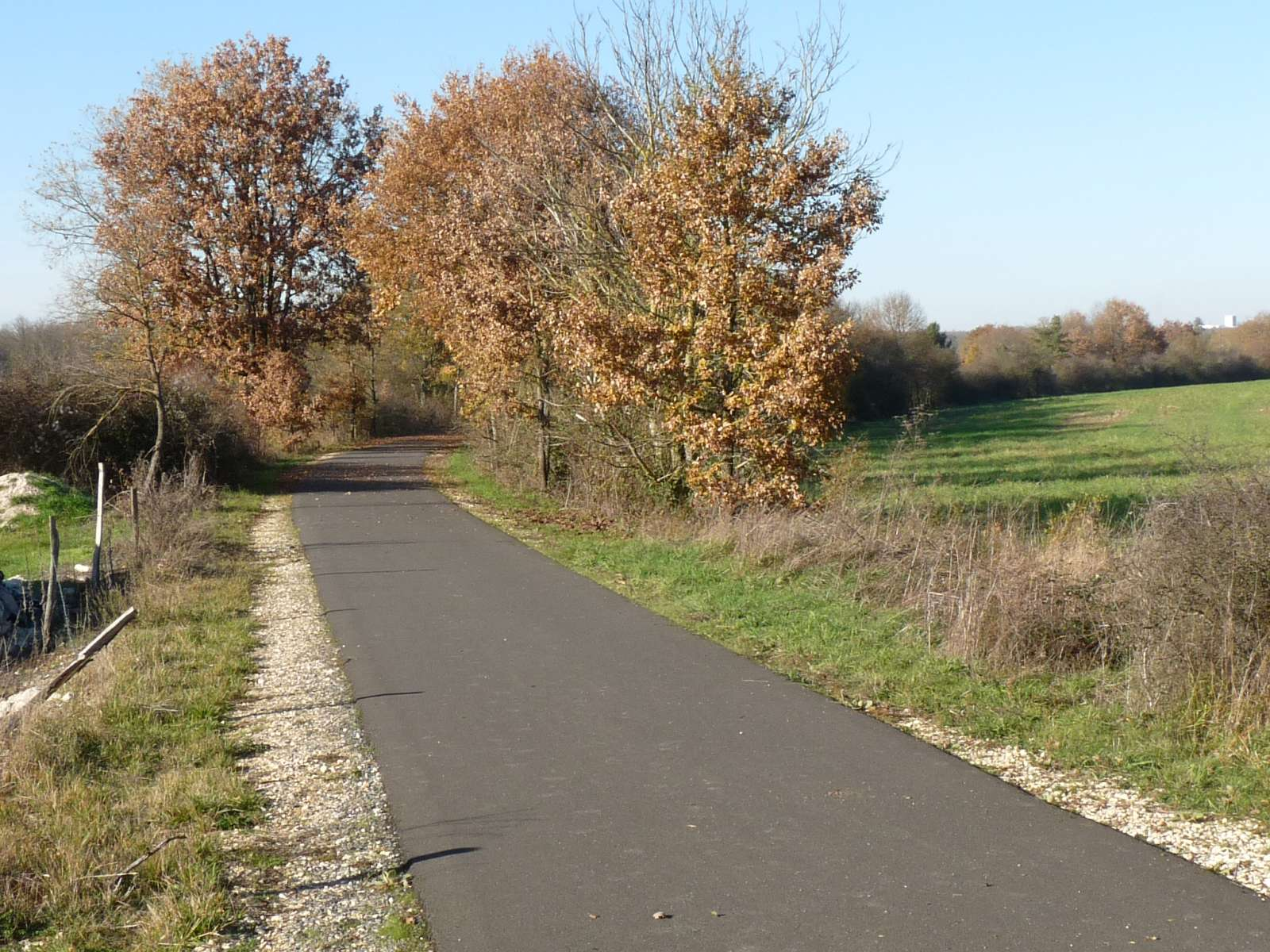
Tracé bij Pranzac.
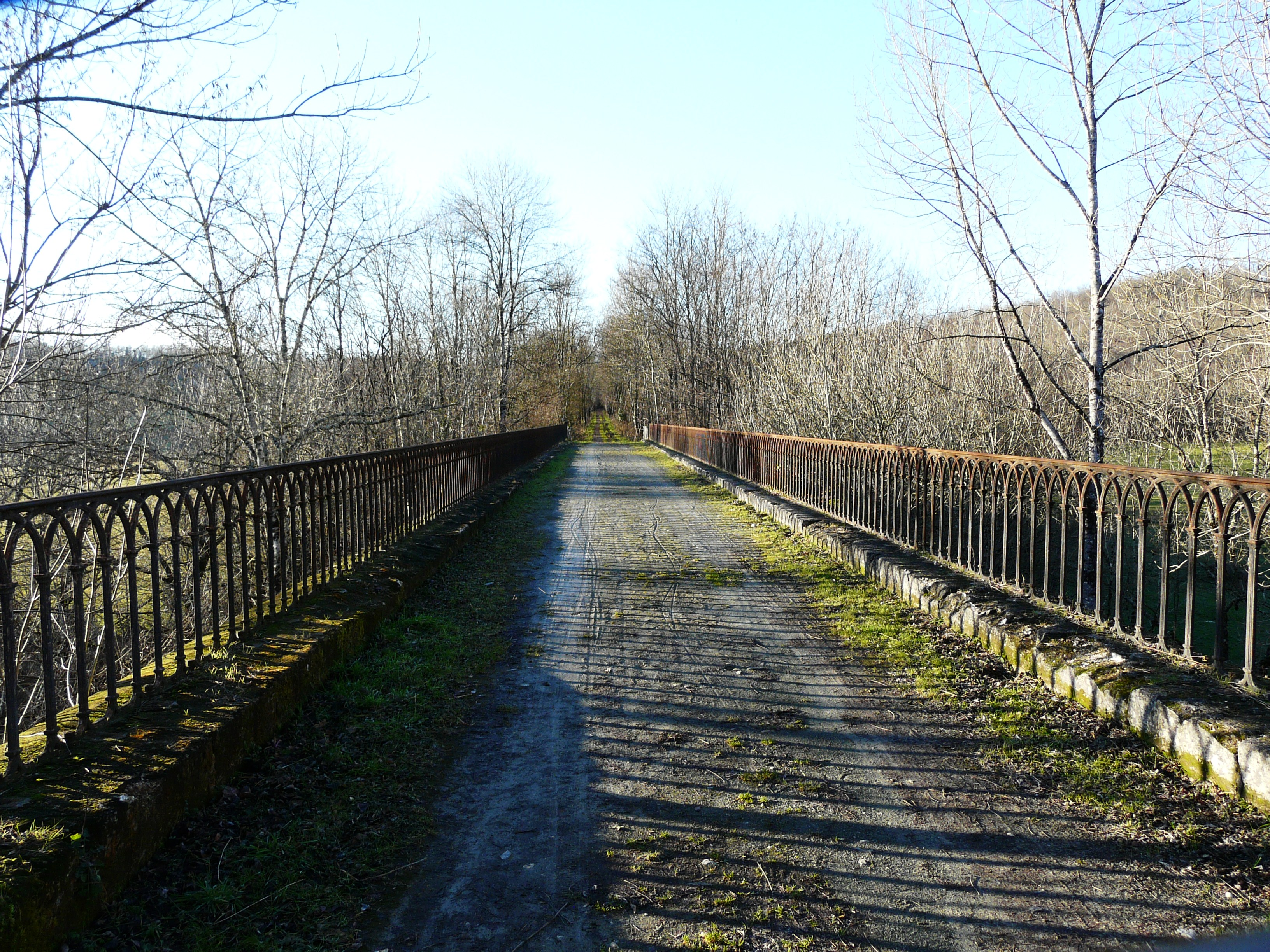
Spoorbrug over de Côle.